# West Caribbean Airways
West Caribbean Airways (kod IATA – YH, kod ICAO WCW) – kolumbijskie linie lotnicze, obsługujące głównie połączenia krajowe, rzadziej latające na liniach w basenie Morza Karaibskiego. Główną bazą linii West Caribbean Airways jest port lotniczy Olaya Herrera w Medellín.
West Caribbean Airways zostały założone w 1998 i działały w latach 2000–2005. Ich założycielem był kolumbijski przedsiębiorca Hassan Tannir. Początkowo ich główną bazą była wyspa San Andres. Po zakupieniu linii w 2001 przez grupę inwestorów z Medellín tam przeniesiono siedzibę.

## Kierunki lotów
West Caribbean Airways obsługują w regularnych połączeniach następujące miasta (styczeń 2005):
- na liniach krajowych: Armenia, Barranquilla, Bogota, Cali, Cartagena, Caucasia, Chigorodó, Cúcuta, El Bagre, Medellín, Montería, Otu, Providencia, Puerto Berrío, Quibdó, San Andrés, Tolú i Turbo.
- na liniach międzynarodowych: Aruba, Panama i San José.

## Flota lotnicza
Linie West Caribbean Airways używają następujących samolotów (styczeń 2005):
- 1 ATR 42-300
- 3 ATR 42-320
- 1 McDonnell Douglas MD-81
- 2 McDonnell Douglas MD-82
- 8 Let L-410 UVP-E

## Wypadki i katastrofy lotnicze
26 marca 2005 samolot Let L-410, startujący z lotniska w Providencia miał kłopoty podczas wznoszenia się i uderzył we wzgórza za pasem startowym. W katastrofie zginęła dwuosobowa załoga i sześciu z dwunastu pasażerów.
16 sierpnia 2005 rozbił się w zachodniej Wenezueli samolot McDonnell Douglas MD-82 lecący z Panamy na Martynikę. Wszyscy ze 152 pasażerów i 8 członków załogi, w większości obywateli Francji, zginęli w katastrofie. Niedługo po zdarzeniu firma ogłosiła bankructwo.